# 伟林寺
伟林寺，位于西藏自治区拉萨市城关区蔡公堂乡蔡二村，是一座藏传佛教寺院。

## 简介
伟林寺位于西藏自治区拉萨市城关区蔡公堂乡蔡二村。为藏传佛教寺院。
2012年，该寺的僧人多吉被评为西藏自治区爱国守法先进僧尼。